# Pietro Nelli
Pietro Nelli (né le 29 juin 1671 à Massa en Toscane et mort en février 1740 à Rome) est un peintre italien de la fin de la période baroque de l'école florentine, actif au XVIIe et XVIIIe siècles.

## Biographie
Pietro Nelli a été l'élève de Giovanni Maria Morandi à Rome.
Il était surtout renommé pour ses portraits.
Ne pas confondre avec le peintre homonyme Pietro Nelli (?-1419) et l'écrivain satiriste Pietro Nelli Sanese

## Œuvres
- Portrait de Giovanni Maria Morandi (1732),
- Portrait du Cardinal Lodovico Pico,
- Portrait de Andrea Giuseppe Rossi,
- Portrait de Giovanni Francesco Tenderini,
- Portrait à mi-buste Cristina Borromei et Clemente Rospigliosi (1748),
- Portrait de gentilhomme avec une lettre à la main,